# Centrum Studiów Latynoamerykańskich Uniwersytetu Warszawskiego
Centrum Studiów Latynoamerykańskich CESLA UW – jednostka organizacyjna Uniwersytetu Warszawskiego o charakterze międzydyscyplinarnym. Powstała w 1988 z inicjatywy prof. Andrzeja Dembicza. W 2017 została włączona w strukturę Ośrodka Studiów Amerykańskich UW. 

## Działalność
Zadaniami statutowymi CESLA są: badania, kształcenie, upowszechnianie i popularyzacja wiedzy, dokumentacja oraz działalność wydawnicza. Od 2002 roku Centrum wchodzi w skład Instytutu Ameryk i Europy UW, którego pozostałymi jednostkami organizacyjnymi są: OSA – Ośrodek Studiów Amerykańskich Uniwersytetu Warszawskiego i EUROREG – Centrum Europejskich Studiów Regionalnych i Lokalnych.
- CESLA prowadzi kształcenie na poziomie licencjackim (studia pierwszego stopnia) i magisterskim (studia drugiego stopnia) – kierunek: Studia amerykanistyczne, specjalność: Kulturoznawstwo Ameryka Łacińska i Karaiby
- Prowadzi studia podyplomowe: „Ameryka Łacińska we współczesnym świecie: gospodarka, polityka, społeczeństwo, kultura”
- Od momentu powstania opublikowała ponad 220 tytułów książek, w j. polskim, hiszpańskim i angielskim
- Wydaje dwa czasopisma naukowe: w języku polskim kwartalnik „Ameryka Łacińska” (od 1993 roku) i w hiszpańskim „Revista del CESLA” (od 2000 roku)
- CESLA jest członkiem CEISAL oraz REDIAL
- Biblioteka CESLA zgromadziła jeden z największych zbiorów latynoamerykanistycznych w naszej części Europy (publikacje zwarte, czasopisma, mapy, zbiory specjalne)

Zespół Centrum tworzą m.in.: prof. Henryk Szlajfer, prof. Ryszard Paradowski.

## Tematyka badań
- Relacje Polska / Europa – Ameryka Łacińska
- Studia latynoamerykanistyczne w Polsce i na świecie
- Myśl latynoamerykańska
- Wychodźstwo z Polski i Europy Środkowo-Wschodniej w Ameryce Łacińskiej
- Przestrzeń a kultura i tożsamość
- Procesy integracji i dynamiki regionalnej w Ameryce Łacińskiej
- Procesy międzyamerykański

## Adres
- Al. Niepodległości 22/ OSA UW